# Внешняя политика Узбекистана
Внешнеполитический курс Узбекистана резко изменился начиная с середины 2005 года после того, как страна оказалась в международной изоляции в результате подавления народных волнений в Андижане.
В 2012 году был принят закон Республики Узбекистан «Об утверждении Концепции внешней политики Республики Узбекистан». Был провозглашён нейтралитет.

## ООН
США и другие западные страны потребовали независимого расследования этих событий и обвинили узбекские власти в неразборчивом применении силы при подавлении восстания. Евросоюз и Конгресс США ввели санкции против Узбекистана. 23 ноября 2005 Генеральная Ассамблея ООН приняла резолюцию, осуждающую Узбекистан за преследования участников андижанских событий. В резолюции ООН выражает озабоченность массовыми арестами и обвиняет в гибели сотен людей правительственные войска, проявившие излишнюю жестокость. Принятие резолюции инициировали США. За неё проголосовали 73 страны при 58 воздержавшихся. Азербайджан, Белоруссия, Казахстан, Таджикистан, Туркменистан и Россия голосовали против. Однако в октябре 2009 г. эмбарго и другие ограничения были сняты.

## США
С 1992 года Соединенные Штаты и Узбекистан установили плотные отношения, начав сотрудничать в таких областях, как: программа пограничной и региональной безопасности, экономические отношения, вопросы политики и гражданского общества, обучение населения Узбекистана английскому языку. Узбекистан является важным партнёром США в обеспечении стабильности, процветания и безопасности в регионе Центральной Азии, США предоставляют Узбекистану помощь в сфере безопасности для продвижения этих целей. Региональные угрозы включают в себя: незаконное распространение наркотиков, торговлю людьми, терроризм и экстремизм. Узбекистан является ключевым партнёром для миротворческих сил НАТО в Афганистане, в первую очередь путём предоставления в пользование электроэнергии и железнодорожной инфраструктуры.
С 2001, когда после терактов 11 сентября 2001 и создания под эгидой США «глобальной антитеррористической коалиции» Узбекистан поддержал США в их антитеррористической кампании и предоставил свою территорию для войск США и НАТО, отношения между Узбекистаном и Западом стали тёплыми. Руководитель страны Ислам Каримов неоднократно посещал США. Узбекистан считался стратегическим партнёром США и пользовался их значительной финансовой помощью.

## Китай
Первой страной, которую президент Узбекистана Ислам Каримов посетил после андижанских событий, стала КНР. 25 мая председатель КНР Ху Цзиньтао и Каримов подписали договор о партнёрских отношениях дружбы и сотрудничества. Руководство Китая на фоне давления со стороны Запада встало на сторону президента Узбекистана. В интервью газете «Жэньминь жибао» Каримов заявил, что события в Андижане направлялись и финансировались из-за рубежа: «Преступники и стоящие за ними силы намеревались дестабилизировать ситуацию не только в Узбекистане, но и во всей Центральной Азии». Официальный представитель МИД КНР Кун Цюань подтвердил, что в Пекине поддерживают «усилия властей Узбекистана по борьбе с терроризмом, сепаратизмом и религиозным экстремизмом».
Во время визита Каримова в Китай 25 мая 2005 года председатель КНР Ху Цзиньтао выразил признательность правительству Узбекистана за его приверженность принципу одного Китая и поддержку китайского народа в его стремлении к воссоединению Родины: «Узбекистан и дальше будет неуклонно придерживаться принципа одного Китая», — заявил в ответ Каримов, назвав Китай верным другом и дружественным соседом Узбекистана, отметив, что со дня провозглашения независимости его страна всегда поддерживает тесные партнёрские отношения с Китаем. Ху Цзиньтао отметил, что Китай уважает выбранный узбекским народом путь развития. «Узбекская сторона высоко оценивает возрастающую роль Китая в международных делах», — отметил Каримов.

## Россия
В момент кризиса 2005 года Россия изначально поддержала действия узбекских властей и использовала возникшую международную изоляцию Узбекистана для укрепления своих позиций в Центральной Азии. Российские власти по просьбе Узбекистана задержали в июне 2005 в городе Иваново группу лиц, разыскивавшихся в связи с участием в андижанских событиях. В августе 2006 Генпрокуратура России объявила о своём решении выдать Узбекистану 12 граждан Узбекистана и одного гражданина Киргизии, которым отказано в предоставлении политического убежища в России, несмотря на то что международные организации признали этих людей политическими беженцами. Узбекская прокуратура обвиняет их в «участии в экстремистском преступном сообществе, публичных призывах к осуществлению экстремистской деятельности, терроризме, диверсиях, убийствах, массовых беспорядках и незаконном приобретении огнестрельного оружия и боеприпасов». Узбекистан гарантировал, что они «не будут подвергаться пыткам, насилию, другому жестокому или унижающему честь и достоинство человека обращению или наказанию» и что к ним не будет применено «наказание в виде смертной казни».
9 июня 2005 министр обороны России Сергей Иванов заявил на заседании Совета Россия — НАТО в Брюсселе, что в Андижане узбекским властям противостояли силы «международного исламского терроризма». Он выступил против международного расследования правомерности действий узбекских властей. По мнению Иванова, международным организациям следовало бы расследовать обстоятельства самого бунта, а не действия властей по его подавлению: «Мы располагаем достаточно достоверной информацией: всё то, что произошло в Андижане, было инспирировано с территории Афганистана. Группа вооружённых боевиков исламистских организаций, в том числе и талибов, давно готовила вторжение в Узбекистан… Речь в конечном счёте идет о пресечении угрозы международного терроризма в этом крайне важном в стратегическом отношении регионе».
Российские власти призвали свести расследование андижанских событий к поиску связей зачинщиков бунта с «международным терроризмом». Ещё в середине мая глава МИД Сергей Лавров заявил: «Необходимо провести самое тщательное расследование, кто и с какими целями собрал группу вооружённых экстремистов в Узбекистане».
Узбекистан, со своей стороны, официально заявил о выходе из организации ГУУАМ, чьи позиции становятся всё более антироссийскими, объявил о намерении присоединиться к Организации Договора о коллективной безопасности, 14 ноября 2005 подписал с Россией союзнический договор, закрыл для американских ВВС базу Карши-Ханабад, использовавшуюся с 2001 для воздушной поддержки операций в Афганистане, и готов с 2006 предоставить её для использования российскими войсками. 25 января 2006 президент Узбекистана Ислам Каримов на саммите ЕврАзЭс в Санкт-Петербурге торжественно подписал протокол о присоединении Узбекистана к договору об учреждении ЕврАзЭс.
7 марта 2006 президент Каримов подписал закон «О ратификации Договора о союзнических отношениях между Республикой Узбекистан и Российской Федерацией». Ранее его единогласно ратифицировали обе палаты узбекского парламента. Главное условие договора гласит, что страны приходят на помощь друг другу в случае военной угрозы: «В случае возникновения ситуации, которая, по мнению одной из сторон, может создать угрозу миру, нарушить мир или затронуть интересы её безопасности, а также возникновения угрозы совершения акта агрессии против одной из сторон стороны незамедлительно приводят в действие механизм соответствующих консультаций для согласования позиций и координации практических мер по урегулированию такой ситуации».
9 марта было сообщено, что президент Каримов подписал закон о ратификации протокола о присоединении республики к ЕврАзЭс.
Ещё с лета 2005 г. Ислам Каримов стал всё чаще указывать на необходимость создания международных сил быстрого реагирования, которые бы можно было использовать для подавления восстания или мятежа в той или иной стране. Именно эта мысль легла в основу договора о союзнических отношениях, подписанного в октябре 2005 Россией и Узбекистаном.
Узбекские власти также выступили с проектом создания международных «антиреволюционных» сил на постсоветском пространстве в рамках ОДКБ. Готовясь к вступлению в эту организацию, Узбекистан подготовил пакет предложений по её усовершенствованию, включающий создание в её рамках разведывательной и контрразведывательной структур, а также разработку механизмов, которые бы позволяли ОДКБ давать государствам Центральной Азии гарантии внутренней безопасности.
В начале 2006 в завершающую стадию вошли переговоры между российским «Газпромом» и Узбекистаном в отношении передачи российской компании на условиях соглашения о разделе продукции (СРП) права на разработку трёх крупнейших месторождений газа — Урга, Куаныш и группы Акчалакских месторождений (плато Устюрт).
Подписание соглашения сделает «Газпром» контролирующим игроком в узбекском газовом экспорте. «Газпром» является также оператором транзита туркменского газа по территории Узбекистана. Если СРП заработает, то с 2007 года «Газпром» фактически монополизирует экспорт газа из Узбекистана. По всей видимости, Узбекистан намерен передать «Газпрому» всю разработку газовых месторождений на Устюрте.

## Германия
23 ноября 2005 Узбекистан потребовал вывода с его территории ещё одной военной базы — станции тылового обеспечения в Термезе, используемой Германией для поддержки операций в Афганистане. Узбекистан официально уведомил НАТО, что закрывает своё воздушное пространство для военных самолётов этого блока. Договор об аренде Германией термезского аэропорта был подписан в 2002. По этому договору немецкий контингент должен был оставаться здесь до окончательного разрешения ситуации в Афганистане.